# Саммит-Лейк (тауншип, Миннесота)
Саммит-Лейк (англ. Summit Lake) — тауншип в округе Ноблс, Миннесота, США. На 2000 год его население составило 368 человек.

## География
По данным Бюро переписи населения США площадь тауншипа составляет 93,6 км², из которых 93,6 км² занимает суша, водоёмов нет.

## Демография
По данным переписи населения 2000 года здесь находились 368 человек, 131 домохозяйство и 104 семьи.  Плотность населения —  3,9 чел./км².  На территории тауншипа расположено 138 построек со средней плотностью 1,5 построек на один квадратный километр. Расовый состав населения: 96,20 % белых, 0,82 % афроамериканцев, 0,54 % коренных американцев, 1,36 % — других рас США и 1,09 % приходится на две или более других рас. Испанцы или латиноамериканцы любой расы составляли 1,90 % от популяции тауншипа.
Из 131 домохозяйств в 39,7 % воспитывались дети до 18 лет, в 72,5 % проживали супружеские пары, в 3,1 % проживали незамужние женщины и в 20,6 % домохозяйств проживали несемейные люди. 18,3 % домохозяйств состояли из одного человека, при том 8,4 % из — одиноких пожилых людей старше 65 лет. Средний размер домохозяйства — 2,81, а семьи — 3,22 человека.
31,0 % населения младше 18 лет, 5,2 % в возрасте от 18 до 24 лет, 28,8 % от 25 до 44, 22,8 % от 45 до 64 и 12,2 % старше 65 лет. Средний возраст — 36 лет. На каждые 100 женщин приходилось 87,8 мужчин.  На каждые 100 женщин старше 18 приходилось 96,9 мужчин.
Средний годовой доход домохозяйства составлял 38 958 долларов, а средний годовой доход семьи —  43 250 долларов. Средний доход мужчин —  26 023  доллара, в то время как у женщин — 19 196. Доход на душу населения составил 13 955 долларов. За чертой бедности находились 4,2 % семей и 6,9 % всего населения тауншипа, из которых 10,8 % младше 18 и 5,3 % старше 65 лет.